# Liste der Monuments historiques in Le Thillay
Die Liste der Monuments historiques in Le Thillay führt die Monuments historiques in der französischen Gemeinde Le Thillay auf.

## Liste der Bauwerke
| Bezeichnung     | Beschreibung                  | Standort | Kennzeichnung | Schutzstatus | Datum | Bild           |
| --------------- | ----------------------------- | -------- | ------------- | ------------ | ----- | -------------- |
| Kirche St-Denis | Erbaut ab dem 13. Jahrhundert | (Lage)   | PA00080215    | Inscrit      | 1965  | weitere Bilder |

## Liste der Objekte

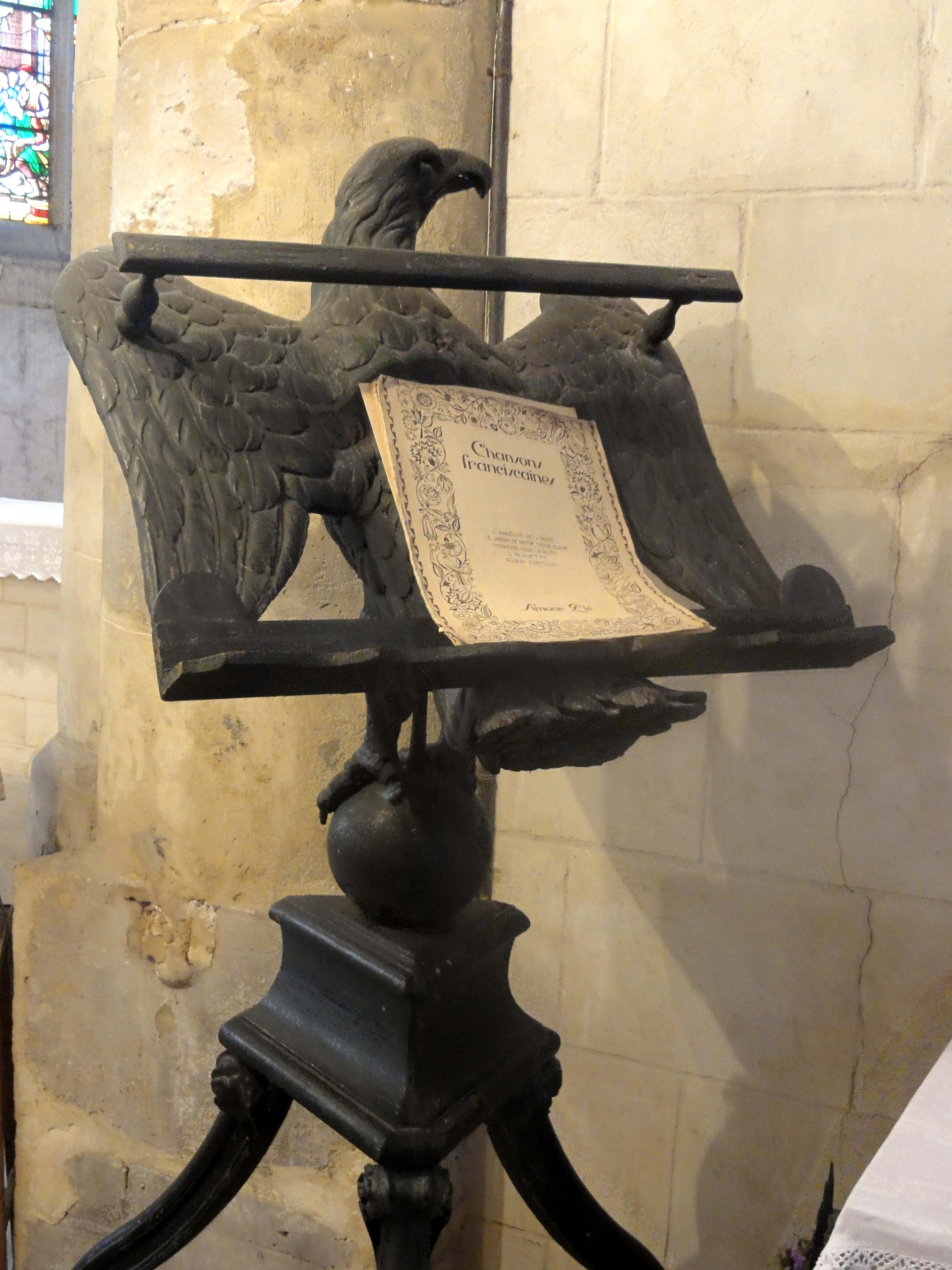
Adlerlesepult in der Kirche St-Denis

- Monuments historiques (Objekte) in Le Thillay in der Base Palissy des französischen Kultusministeriums